# Аргентинська академія літератури
Аргентинська академія літератури (ісп. Academia Argentina de Letras) — організація, відповідальна за дослідження та консультації у сфері використання іспанської мови в Аргентині. Створена 13 серпня 1931 в Буенос-Айресі, з моменту заснування підтримує зв'язки з Королівською академією іспанської мови з іншими організаціями — членами Асоціації академій іспанської мови, з 1999 офіційно є організацією-кореспондентом цієї Асоціації.
В даний час до складу Академії входить 24 постійні члени: вчені-лінгвісти та літературознавці, які працюють у сфері іспанської мови та літератури, письменники, перекладачі, серед них — Сантьяго Ковадлофф, Хосе Луїс Моуре, Хорхе Фернандес Діас та інші.